# ¿Me tengo que encargar de todo?
¿Me tengo que encargar de todo? (en finés: Pitääkö mun kaikki hoitaa?) es un cortometraje de 2012 de Selma Vilhunen. Está nominada para el mejor cortometraje de Acción en los 86.º Premios de la Academia. La película es una comedia  sobre una mañana ocupada en una familia y una madre quién está intentando cuidar de todo por ella misma.
¿Me tengo que encargar de todo? es la segunda película finlandesa candidata al Premio de la Academia. La primera fue Un hombre sin pasado de Aki Kaurismäki en 2002.
La película tuvo una de las dos proyecciones en EE. UU. en el Festival de Cine de Comedia de Chicago en 2012.

## Sinopsis
Los esposos Sini y Jokke estaban durmiendo y su alarma nunca suena. Sini despierta sorprendida al darse cuenta de que llegaron muy tarde para una boda.
Ella despierta a sus dos hijas y todos se alistan rápidamente. Las chicas no pueden encontrar sus vestidos, y Sini descubre que los vestidos están mojados en la lavadora. Elle le dice a sus hijas que busquen algo para «ir a una fiesta».
Ella empieza a buscar en la casa el regalo de bodas. Incapaz de encontrarlo, empieza a hacer una tarjeta a mano y de casualidad derrama el café en la camisa de su marido.  Sin regalo, sugiere tomar una maceta con una planta de la casa. Sini empieza a discutir con su marido cuando sus hijas entran vestidas con disfraces de Halloween diciendo que ellas vistieron eso para la fiesta de un amigo.
Sin tiempo para cambiar de ropa a sus hijas, Sini agarra la planta y a las carreras salen todos para tomar el autobús.  Mientras Sinni corre para la parada del autobús se le rompe el taco del zapato y se le rompe la maceta con la planta. Ella agarra sola la planta y la lleva así.
La familia en una carrera frenética llega a la iglesia, pero en lugar de la boda se encuentran con un funeral.  Sini y Jokke descubren que se confundieron de día pero ya están allí.  El Sacerdote los llama para presentar sus respetos al difunto. Jokke dirige unas palabras al difundo en la iglesia mientras Sini coloca la planta de la casa y la tarjeta la cual dice felicitaciones.
Fuera de la iglesia Sini se para consternada. Las chicas preguntan qué van a hacer ahora. Jokke les informa «absolutamente nada» y le da a Sini un tierno beso.  Sini, muy entusiasmada, la devuelve el beso y se van a hacer pícnic en el cementerio.

## Reparto
- Joanna Haartti como Sini Ketonen.
- Santtu Karvonen como Jokke Ketonen.
- Ranja Omaheimo como Ella.
- Ella Toivoniemi como Kerttu.
- Jukka Kärkkäinen como el Sacerdote.